# Kungsholms församling
Kungsholms församling var en församling i Domkyrkokontraktet i Stockholms stift. Församlingen låg i Stockholms kommun i Stockholms län. Församlingen uppgick 1 januari 2014 i Västermalms församling.
Församlingen låg i Stockholms innerstad inom stadsdelen Kungsholmen och kallades ibland felaktigt Kungsholmens församling. Motsvarande distrikt från 1 januari 2016 heter Kungsholmens distrikt.

## Administrativ historik
Församlingen bildades 22 mars 1671 genom en utbrytning ur Klara församling under namnet Munklägrets församling som namnändrades 9 september 1672 till Kungsholms församling vilket i sin tur namnändrades 1688 till Ulrika Eleonora församling eller Kungsholms församling som sedan 1925 åter namnändrades till Kungsholms församling eller Ulrika Eleonora församling. 

### Utbrytningar och återinförlivanden[3]
Följande utbrytningar och återinförlivanden har skett i församlingen:
- Omkring 1850 utbröts Stockholms stads och läns kurhus församling som återinförlivades 1889.
- 1861 utbröts Serafimerlasarettets församling som återinförlivades 1889.
- 1 januari 1886 (enligt beslut den 17 juli 1885) införlivades tomten Piludden eller Tullhustomten som hade tillhört Solna församling trots att den låg på Kungsholmen.[4]
- Frimurarebarnhusets församling uppgick 1889.
- 1889 införlivades Allmänna försörjningsinrättningens församling samt Stockholms hospital för sinnessjuka församling.
- 1 januari 1925 (enligt beslut den 20 juni 1924) utbröts ett område som låg väster om en linje dragen från Kungsholms strand mitt i Inedalsgatan, Parkgatan, Kronobergsgatan, Hantverkargatan och Sankt Eriksgatan till Norr Mälarstrand för att bilda Sankt Görans församling.[5]
- 1 januari 1925 (enligt beslut den 20 juni 1924) överfördes till Klara församling de till Kungsholms församlings tillhörande kvarteren Blekholmen norra och södra vilka låg öster om Klara sjö.[5]

Församlingen var till 1685 moderförsamling i pastoratet Kungsholm och Solna för att därefter till 1925 utgöra ett eget pastorat. Mellan 1 januari och sista april 1925 var församling moderförsamling i pastoratet Kungsholm och Sankt Göran för att därefter till 2014 åter utgöra ett eget pastorat.
Församlingen uppgick 1 januari 2014 i Västermalms församling.

## Areal
Kungsholms församling omfattade den 1 januari 1976 en areal av 1,7 kvadratkilometer, varav 1,1 kvadratkilometer land.

## Befolkningsutveckling
| Befolkningsutvecklingen i Kungsholms eller Ulrika Eleonora församling 1805–2010 | Befolkningsutvecklingen i Kungsholms eller Ulrika Eleonora församling 1805–2010 | Befolkningsutvecklingen i Kungsholms eller Ulrika Eleonora församling 1805–2010 | Befolkningsutvecklingen i Kungsholms eller Ulrika Eleonora församling 1805–2010 | Befolkningsutvecklingen i Kungsholms eller Ulrika Eleonora församling 1805–2010 |
| --- | ------------------------------------------------------------------------------- | ------------------------------------------------------------------------------- | ------------------------------------------------------------------------------- | ------------------------------------------------------------------------------- |
| |                                                                                 |                                                                                 |                                                                                 |                                                                                 |
| År |                                                                                 |                                                                                 | Folkmängd                                                                       |                                                                                 |
| 1805 | 1805                                                                            |                                                                                 | 2 495                                                                           |                                                                                 |
| 1810 | 1810                                                                            |                                                                                 | 2 402                                                                           |                                                                                 |
| 1830 | 1830                                                                            |                                                                                 | 3 247                                                                           |                                                                                 |
| 1840 | 1840                                                                            |                                                                                 | 3 023                                                                           |                                                                                 |
| 1850 | 1850                                                                            |                                                                                 | 3 704                                                                           |                                                                                 |
| 1860 | 1860                                                                            |                                                                                 | 4 599                                                                           |                                                                                 |
| 1870 | 1870                                                                            |                                                                                 | 6 691                                                                           |                                                                                 |
| 1880 | 1880                                                                            |                                                                                 | 12 272                                                                          |                                                                                 |
| 1890 | 1890                                                                            |                                                                                 | 24 861                                                                          |                                                                                 |
| 1900 | 1900                                                                            |                                                                                 | 33 506                                                                          |                                                                                 |
| 1910 | 1910                                                                            |                                                                                 | 41 759                                                                          |                                                                                 |
| 1920 | 1920                                                                            |                                                                                 | 47 950                                                                          |                                                                                 |
| 1930 | 1930                                                                            |                                                                                 | 24 938                                                                          |                                                                                 |
| 1935 | 1935                                                                            |                                                                                 | 31 966                                                                          |                                                                                 |
| 1940 | 1940                                                                            |                                                                                 | 31 657                                                                          |                                                                                 |
| 1945 | 1945                                                                            |                                                                                 | 31 131                                                                          |                                                                                 |
| 1950 | 1950                                                                            |                                                                                 | 28 615                                                                          |                                                                                 |
| 1955 | 1955                                                                            |                                                                                 | 26 454                                                                          |                                                                                 |
| 1960 | 1960                                                                            |                                                                                 | 23 882                                                                          |                                                                                 |
| 1965 | 1965                                                                            |                                                                                 | 21 276                                                                          |                                                                                 |
| 1970 | 1970                                                                            |                                                                                 | 17 588                                                                          |                                                                                 |
| 1975 | 1975                                                                            |                                                                                 | 14 460                                                                          |                                                                                 |
| 1980 | 1980                                                                            |                                                                                 | 14 105                                                                          |                                                                                 |
| 1985 | 1985                                                                            |                                                                                 | 14 621                                                                          |                                                                                 |
| 1990 | 1990                                                                            |                                                                                 | 15 164                                                                          |                                                                                 |
| 1995 | 1995                                                                            |                                                                                 | 15 962                                                                          |                                                                                 |
| 2000 | 2000                                                                            |                                                                                 | 17 957                                                                          |                                                                                 |
| 2005 | 2005                                                                            |                                                                                 | 18 507                                                                          |                                                                                 |
| 2010 | 2010                                                                            |                                                                                 | 19 207                                                                          |                                                                                 |
| Anm: 1925 utbröts S:t Görans församling. För åren 1805-1850: befolkning enligt mantalsskriven befolkning 31 december enligt den administrativa indelningen den 1 januari följande år. Personer tillhörande icke-territoriella församlingar är inräknade i de territoriella församlingarnas folkmängd. För år 1820 redovisades Kungsholms församling tillsammans med Klara församling. För åren 1860-1945: befolkning enligt folkräkning 31 december enligt den administrativa indelningen den 1 januari följande år. 1950 avser befolkning enligt folkräkning den 31 december enligt den administrativa indelningen den 1 januari 1952. 1960-1970 avser befolkning enligt folkräkning den 1 november enligt den administrativa indelningen den 1 januari följande år. För åren 1955 samt 1975-2010: befolkning 31 december enligt den administrativa indelningen den 1 januari följande år. |                                                                                 |                                                                                 |                                                                                 |                                                                                 |

## Kyrkor
- Kungsholms kyrka

## Präster

### Kyrkoherdar

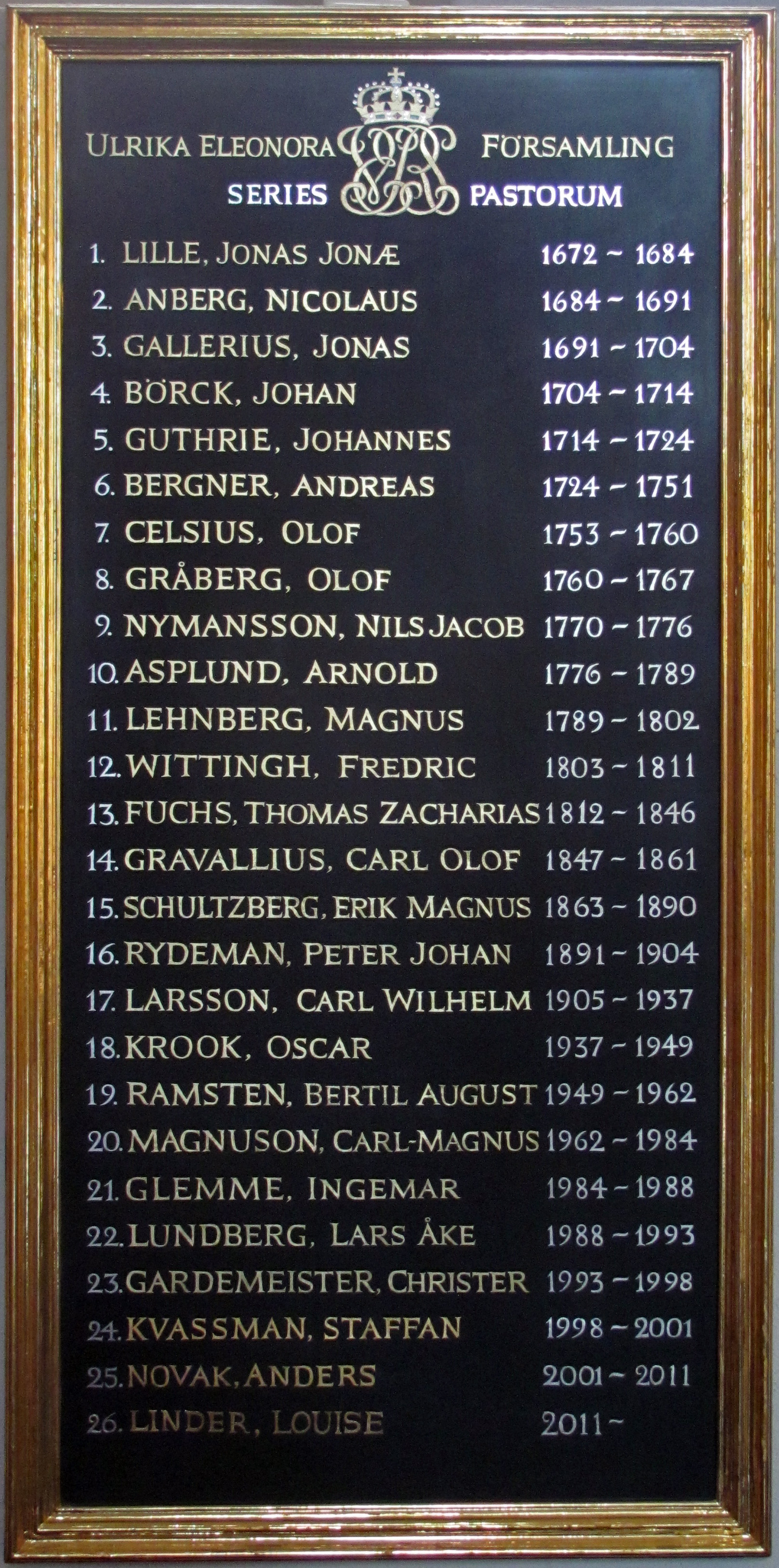
Series pastorum.

| Ämbetstid | Namn                    | Levnadstid | Övrigt                                             |
| --------- | ----------------------- | ---------- | -------------------------------------------------- |
| 1672–1684 | Jonas Jonæ Lille        | –1684      |                                                    |
| 1685–1691 | Nicolaus Jacobi Anberg  | –1691      |                                                    |
| 1692–1704 | Jonas Gallerius         | –1704      |                                                    |
| 1705–1714 | Johan Börck             | 1670–1714  |                                                    |
| 1716–1724 | Johannes Guthrie        | 1662–1724  |                                                    |
| 1725–1751 | Andreas Bergner         | 1678–1751  |                                                    |
| 1753–1760 | Olof Celsius den yngre  | 1716–1794  | Senare kyrkoherde i Nikolai församling.            |
| 1760–1767 | Olof Gråberg            | 1716–1767  |                                                    |
| 1770–1777 | Nils Jakob Nymansson    | 1735–1777  |                                                    |
| 1778–1790 | Arnold Asplund          | 1736–1815  | Senare kyrkoherde i Klara församling.              |
| 1790–1802 | Magnus Lehnberg         | 1758–1808  | Senare kyrkoherde i Jakob och Johannes församling. |
| 1803–1811 | Fredrik Wittingh        | 1744–1811  |                                                    |
| 1813–1846 | Thomas Zacharias Fuchs  | 1772–1846  |                                                    |
| 1849–1861 | Carl Olof Grawallius    | 1786–1861  |                                                    |
| 1863–1890 | Erik Magnus Schultzberg | 1816–1890  |                                                    |
| 1893–1904 | Peter Johan Rydeman     | 1834–1904  |                                                    |
| 1906–1937 | Carl Wilhelm Larsson    | 1859–1937  |                                                    |
| 1937–1949 | Oscar Krook             | 1879–1949  |                                                    |
| 1949–1962 | Bertil Ramsten          | 1894–1978  | Begravd på Kungsholms kyrkogård                    |
| 1962–1984 | Carl-Magnus Magnuson    | 1919–2009  |                                                    |
| 1984–1988 | Ingemar Glemme          | 1923-2006  |                                                    |
| 1988–1993 | Lars Åke Lundberg       | 1935–2020  |                                                    |
| 1993–1998 | Christer Gardemeister   | 1956–2014  |                                                    |
| 1998–2001 | Staffan Kvassman        | 1950-      |                                                    |
| 2001–2011 | Anders Novak            | 1945-      |                                                    |
| 2011–2013 | Louise Linder           | 1963–      |                                                    |

### Förste komministrar
| Ämbetstid | Namn                    | Levnadstid | Övrigt                                      |
| --------- | ----------------------- | ---------- | ------------------------------------------- |
| 1673–1680 | Andreas Andreæ Eurenius | 1638–1703  | Senare rektor vid Hudiksvalls trivialskola. |
| 1680–1704 | Andreas Thomæ Högman    | –1704      |                                             |
| 1705–1708 | Johannes Hedenius       | 1679–1723  | Senare kyrkoherde i Västerviks församling.  |
| 1708–1713 | Eric Wikman             | 1679–1736  | Senare kyrkoherde i Misterhults församling. |
| 1713–1731 | Anders Svanberg         | –1731      |                                             |
| 1734–1744 | Johan Christian Strand  | 1710–1765  | Senare kyrkoherde i Ripsa församling.       |
| 1744–1746 | Carl Löfgren            | 1708–1746  |                                             |
| 1747–1752 | Nils Anagrius           | 1718–1775  | Senare kyrkoherde i Himmeta församling.     |
| 1752–1760 | Claes Johan Livin       | 1717–1760  |                                             |
| 1761–1775 | Petrus Elias Norman     | 1723–1800  | Senare kyrkoherde i Ösmo församling.        |
| 1775–1779 | Jacob Andreas Jernberg  | 1715–1779  |                                             |
| 1780–1786 | Jonas Lars Zethelius    | 1740–1799  | Senare kyrkoherde i Vassunda församling.    |
| 1786–1790 | Eric Dahlström          | 1746–1828  | Senare kyrkoherde i Adelsö församling.      |
| 1790–1797 | Johan Mebius            | 1753–1821  | Senare kyrkoherde i Amnehärads församling.  |
| 1797–1805 | Johan Huss              | 1761–1834  | Senare kyrkoherde i Torps församling.       |
| 1805–1814 | Johan Tillander         | 1764–1814  |                                             |
| 1815–1857 | Johan Lundholm          | 1777–1857  |                                             |
| 1857      | Johan Otto Remmer       | 1811–1858  | Utnämnd 1857                                |
| 1861–1867 | Carl Camillus Oldenburg | 1816–1896  | Senare kyrkoherde i Hammars församling.     |
| 1867–1877 | Sigfrid Hilmer Sundel   | 1826–1877  |                                             |
| 1879–1925 | Oscar Robert Blomquist  | 1839–1925  |                                             |
| 1927–1942 | Bertil Ramsten          | 1894–1978  | Senare kyrkoherde i församlingen.           |

### Andre komministrar
Den andra komministertjänsten inrättades 30 april 1918 och började gälla från 1 maj samma år.
| Ämbetstid | Namn             | Levnadstid | Övrigt |
| --------- | ---------------- | ---------- | ------ |
| 1918–1926 | Axel Davidson    | 1865–1926  |        |
| 1928–     | Gustaf Kihlstedt | 1877–      |        |

### Tredje komministrar
Den tredje komministertjänsten inrättades 23 mars 1919. Den överfördes 1 januari 1925 till den nybildade församlingen S:t Görans församling.
| Ämbetstid | Namn                             | Levnadstid | Övrigt                                     |
| --------- | -------------------------------- | ---------- | ------------------------------------------ |
| 1919–1924 | Johan Färdinand Folkard-Holmgren |            | Senare kyrkoherde i S:t Görans församling. |

### Fjärde komministrar
Den fjärde komministertjänsten inrättades 9 april 1920. Den överfördes 1 januari 1925 till den nybildade församlingen S:t Görans församling.
| Ämbetstid | Namn              | Levnadstid | Övrigt                                      |
| --------- | ----------------- | ---------- | ------------------------------------------- |
| 1920–1924 | Johannes Lindberg |            | Senare komminister i S:t Görans församling. |

## Organister
Lista över organister.
| Verksam   | Namn                     | Levnadstid | Övrigt                     |
| --------- | ------------------------ | ---------- | -------------------------- |
| 1701-1709 | Peter Brunsberg          | -1709      | Organist                   |
| 1721      | Mårten Zellin            |            | Organist                   |
| 1758-1766 | Lars Fredrik Hammardahl  | 1732-1822  | Organist och orgelbyggare. |
| 1777–1800 | Eric Lindberg            | –1800      | Organist                   |
| 1883-1898 | Oscar Lejdström          | 1858-1926  | Organist                   |
| 1901-     | Karl Ferdinand Kursell   | 1863–1909  | Organist                   |
| 1910–1943 | Edvin Skarby             | 1880–1948  | Organist.                  |
| 1951-1964 | Ludvig Natanael Olofsson | 1905-1987  | Organist.                  |
| 1971–1989 | Rune Franzén             | 1919–      | Organist.                  |